# Сулимов, Владимир Сергеевич
Владимир Сергеевич Сулимов (род. 1 июня 1936) — советский и российский актёр театра, театральный педагог. Народный артист Российской Федерации (1998).

## Биография
Окончил Высшее театральное училище им. Щепкина в 1958 году (мастерская народного артиста РСФСР Л. А. Волкова). С 1958 по декабрь 1959 года — артист Русского драматического театра им. Крупской (г. Фрунзе). С 1960 года работает в Театре им. Моссовета. С 1969 года — преподаватель актёрского мастерства в Высшем театральном училище имени Щепкина при Малом театре на курсах В. И. Коршунова. С 2010 года — художественный руководитель курса, профессор.
Среди учеников Владимира Сергеевича: Л. Гребенщикова, А. Домогаров, Д.Назаров, и др.
Кроме работы в театре, Сулимов появляется так же на радио и телевидении . В Театре имени Моссовета актёром сыграно более 70 ролей, а так же им поставлено несколько спектаклей. Сулимов занят в спектаклях «Ошибки одной ночи» О.Голдсмита (Хардкэстль), «Р.Р.Р.» по роману Ф.Достоевского «Преступление и наказание» (Мармеладов), «Странная история доктора Джекила и мистера Хайда» Р.Стивенсона (Пул), «Фома Опискин» Ф.Достоевского (Бахчеев), «Царство отца и сына» по А.Толстому (Сицкий).
В качестве режиссёра поставил в родном театре пьесы В.Черных «День приезда — день отъезда» и «Превышение власти», а также «Успех» А.Вампилова.
В 1972 году впервые появился на экране в фильме-спектакле «Шторм» и впоследствии сыграл в телевизионных версиях наиболее популярных спектаклей театра имени Моссовета. На широком экране дебютировал в 1978 году в историко-революционной ленте "Мятежный «Орионъ». В современном кинематографе был занят в лентах: «Чернов», «Искушение Титаника», «Тюрьма особого назначения», «Огни большого города», «ЧС (Чрезвычайная ситуация)».

## Награды и звания
- Орден Почёта (3 декабря 2007 года) — за заслуги в развитии культуры и искусства, многолетнюю плодотворную деятельность[4].
- Народный артист Российской Федерации (15 августа 1998 года) — за многолетнюю плодотворную деятельность в области театрального искусства[5].
- Заслуженный артист РСФСР (14 мая 1979 года) — за заслуги в области советского театрального искусства[6].

## Творчество

### Роли в театре

#### Театр имени Моссовета[2]
- «Три камня веры» (Газетчик)
- «Тревожная ночь» (Шен)
- «Недоросль» (Тришка, Митрофан)
- «Тайна Чёрного озера» (Младший бесёнок)
- «Первое свидание» (Друг)
- «Третье желание» (Мужчина с толстой книгой, Милиционер)
- «Орфей спускается в ад» (Дубинский, Дядюшка Плезант)
- «Когда часы пробили полночь» (Пудель)
- «Антей» (Семён Почекай)
- «Трое» (Яков)
- «Василий Тёркин» (5-й боец)
- «Ленинградский проспект» (Сергей Чухин)
- «Бунт женщин» (1-й журналист, Предводитель стариков)
- «Пора любви» (Кубинец)
- «Он живёт рядом» (Ванюшка Куломзин)
- «Обручальное кольцо» (Камбала Ананий Васильевич)
- «В дороге» (Сапунов)
- «Совесть» (Сергеев)
- «Маскарад» (1-й гость)
- «Виндзорские насмешницы» (Эванс)
- «Цезарь и Клеопатра» (Перс)
- «На диком бреге» (Массовые сцены)
- «Дядюшкин сон» (Гришка)
- «Сверчок» (Франек)
- «Поезда расходятся» (Парень с книгой)
- «Они сражались за Родину» (Копытовский)
- «Шторм» (Комсомолец)
- «Аплодисменты» (Миша)
- «Петербургские сновидения» (Заметов)
- «Дальше — тишина» (Гарвей)
- «Была весна 1916-го года» (Семён)
- «Глазами клоуна» (Старый клоун)
- «Лилиом» (Фичур)
- «Золото, золото — сердце народное» (Стихотворение «Памяти Гоголя»)
- «Третьего не дано» (Степанов)
- «Поединок века» (Ван дер Любе)
- «Последняя жертва» (Салай Салтаныч)
- «Бабье лето» (Павел Романович Антонов)
- «Сердце Луиджи» (Митчелл)
- «Ванечка» (Кузьма)
- «Возможны варианты» (Тип из Мнёвников)
- «День приезда — день отъезда» (Кашкин)
- «Царская охота» (Шешковский)
- «Превышение власти» (Редактор)
- «Небо-Земля» (Новиков)
- «А существует ли любовь? — спрашивают пожарные» (Режиссёр фильма)
- «Правда — хорошо, а счастье лучше» (Мухояров)
- «Месса по Деве» (Монтеклер)
- «Живой труп» (Судебный следователь)
- «Егор Булычёв и другие» (Мокей Башкин)
- «Суд над судьями» (Генрих Гейтер)
- «Проходная» (Сурен)
- «Орнифль, или Сквозной ветерок» (Дюбатон)
- «Цитата» (Тишин)
- «Шум за сценой» (1987) (Сэлздон)
- «Печальный детектив» (Чича Мезенцев, Маркел Тихонович)
- «Кин, или Гений и беспутство» (Соломон)
- «Ошибки одной ночи» (Чарльз Марлоу, Хардкэстль)
- «Мадам Бовари» (Лере)
- «Не было ни гроша, да вдруг алтын» (Разновесов)
- «Школа неплательщиков» (Фромантель)
- «Утешитель вдов» (Дженнаро)
- «Скандал? Скандал… Скандал!» (Крэбтри)
- «Фома Опискин» (Бахчеев)
- «Милый друг» (Ларош Матье)
- «Ученик дьявола» (Майор Суиндон)
- «Муж, жена и любовник» (Ступендьев)
- «Вишнёвый сад» (Симеонов-Пищик)

### Роли в кино
- 1972 — «Шторм» — Васильев
- 1978 — «Да́льше — тишина́…» — Гарвей
- 1987 — «Живо́й труп» — судебный следователь
- 1988 — «Цитата» — Тишин
- 1990 — «Чернов» — сотрудник ОВИР